# 蟊賊
蟊賊，蟊、賊本為兩種蟲類，後人將之合稱，多泛指蝗蟲此類吃禾苗的昆蟲。中國古代以農為本，農民多受此類昆蟲所害，視之為害蟲。與蠹蟲相同，被後世用以稱呼危害國家或人民的人或事。

## 誤用
蟊賊與毛賊皆音「máo zéi」，故常被誤用。毛賊，「毛」有細小、微小之意，多用以指稱小偷、盜賊，罪行較小；而蟊賊通常用以指賣國、害國，千夫可指之罪人，罪行較大。毛賊其危害程度遠不如蟊贼。

## 曾被冠以蟊賊稱呼之人
- 魏忠賢。香港知名評論家黃毓民於其書中稱其為：「權閹之最，國之蟊賊」[4]。
- 蔣介石。四·一二事件發生之後，中共和國民黨左派在武漢聯合發動了討蔣運動。1927年4月20日，中共中央發表宣言：「蔣介石業已變為國民革命公開的敵人」，號召人民群眾為「推翻新軍閥」、「打倒軍事專政」而奮鬥。4月22日，宋慶齡、鄧演達、何香凝、譚平山、吳玉章、林祖涵、毛澤東等39人，以國民黨中央執監委員、候補執監委員名義聯名通電討蔣，以「總理之叛徒、本黨之敗類，民眾之蟊賊」為口號，號召全國民眾及革命同志，起來推翻蔣介石。
- 向井敏明和野田毅。此二人為日軍第十六師團中島部隊之少尉，在其長官鼓勵下，彼此相約「殺人競賽」，商定在佔領南京時，誰先殺滿100人為勝者。他們從句容殺到湯山，向井敏明殺了89人，野田毅殺了78人，因皆未滿100人，「殺人競賽」繼續進行。1937年12月10日中午，兩人在紫金山下相遇，彼此軍刀已砍缺了口。野田謂殺了105人，向井謂殺了106人。又因確定不了是誰先達到殺100人之數，決定這次比賽不分勝負，重新比賽誰殺滿150名中國人。這些暴行都一直在報紙上圖文並茂連載，被稱為「皇軍的英雄」。日本投降後，這兩個戰犯終以在作戰期間，共同連續屠殺俘虜及非戰中人員以「實為人類蟊賊，文明公敵」的罪名在南京執行槍決[5]。